# N.GEN Racing
N.GEN Racing est un jeu vidéo de course sorti en 2000 sur PlayStation. Il a été développé par Curly Monsters et édité par Infogrames.

## Système de jeu
C'est un jeu de course dans le genre des WipEout, sauf que l'on y contrôle des avions à réaction, sur des circuits terrestres.
Il est composé de quatorze circuits repartis sur les cinq continents et possède une quarantaine d'avions classés par classe. Tous les avions sont des modèles existant et on peut tous les améliorer (vitesse, armement, couleur de l'équipe...).
Il contient aussi deux niveaux de difficulté :
- Arcade, où les avions sont simples à piloter, un peu comme dans WipEout (on ne peut plus décrocher en plein vol, on ne peut pas faire de loopings ou de tonneaux...).
- Réaliste, où les avions sont assez complexe à piloter car voulant respecter les contraintes d'un avion (d'ailleurs, il existe un mode libre où l'on peut voler sans contraintes et se prendre pour un pilote).